# Keyrus
Keyrus é uma multinacional francesa composta por cerca de 2000 funcionários fundada em 1996 especializada em Management Consulting, Business Intelligence, Big Data, Web Performance, e-Commerce, Omni Channel e soluções ERP-CRM. Sua sede está localizada em Levallois-Perret, França e seu fundador e CEO é Eric Cohen. Além da França e Brasil, a empresa atua em varios países em quatro continentes dentre eles Estados Unidos, Reino Unido, Suíça, Espanha e Israel.
A empresa iniciou suas atividades no Brasil em 1998 como Ética Software (consultoria de integração de dados e distribuidora de softwares específicos para Business Intelligence) e foi integrada em 2005 ao Grupo Keyrus. No Brasil a empresa atua em todo território nacional e conta com cerca de 300 colaboradores.
O Grupo Keyrus desde 2000 é listado no fundo C da Eurolist da bolsa de valores Euronext Paris e em 2014 seu volume de negócios foi de € 173,1 milhões.

## História
1996 - 1999
- Em 1996 é criada a Keyrus, empresa especializada em Business Intelligence e e-Business;
- Abertura internacional em 1997 com a primeira subsidiária no Canadá;
- Criação de uma uma organização voltada para pesquisa: a Keyrus Biopharma, direcionada para a indústria farmacêutica.

2000 - 2003
- Listada no novo mercado da bolsa de valores Euronext Paris em julho de 2000;
- Aquisição da Cyborg, empresa francesa de consultoria e integração ERP para o mercado de médio porte;
- Criação uma estrutura organizacional baseada em unidades de negócios com o objetivo de desenvolvimento tanto técnico quanto em conhecimento de mercado.

2004 - 2006
- Alcança receita de € 100 milhões e 1000 colaboradores;
- Aumenta o capital em 2004 com € 4,3 milhões em recursos capitados;
- Crescimento externo com na aquisição de dez empresas na França e no exterior.

2007 - 2009
- Integração das aquisições efetuadas;
- Abertura de um escritório em Israel para desenvolvimento da capacidade e vigilância tecnológica do Grupo em países próximos;
- Lançamento da Spikly, agência de marketing digital.

2010 - 2011
- Criação em 2010 da Keyrus Management, um novo modelo de consultoria voltada para estratégia e gestão;
- Criação da Keyrus Capital Markets, uma consultoria especializada no apoio aos profissionais do mercado de capitais;
- Aquisição da empresa Israelense Vision.bi, especializada em soluções Microsoft e Big Data;
- No final de 2011, vende seu negócio de hospedagem para a empresa francesa ITS, formando parceria para continuar a oferta de soluções em nuvem.

2012
- A Absys Cyborg, subsidiária do Grupo Keyrus, adquire a empresa integradora SBI;
- Aquisição de uma participação majoritária na Kadris, empresa de gestão e consultoria.

2013
- Aquisição da empresa COI Conception D'Outils Informatiques Inc, especializada na área de soluções de análise preditiva e integração de soluções SAS e IBM.[3]

2014
- Aquisição da BIPB, uma prestadora de serviços na área de Big Data e Analytics para bancos de investimento com sedes em Londres, Nova York, Paris, Dubai e Joanesburgo.

## Escritórios
A empresa está localizada no Brasil, França, Espanha, Bélgica, Suíça, Reino Unido, Luxemburgo, Ilhas Maurício, Canadá, Chile, Israel, Tunísia, Africa do Sul e Emirados Árabes Unidos. Em 2013 o Grupo abriu oficialmente a sua mais recente filial nos Estados Unidos. No Brasil, a empresa possui três escritórios localizados em São Paulo (Av. Jabaquara, 1909 – 12° andar CEP 04045-003), Rio de Janeiro (Av. Presidente Wilson, 231 – 5° andar CEP 20030-021) e Santana de Parnaíba (Av. Yojiro Takaoka, 4384, sala 504, Shopping Service CEP 06541-038).

## Atividades
As Keyrus realiza atividades nas seguintes áreas: Management Consulting, Business Intelligence, Big Data, Web Performance, e-Commerce, Omni Channel e soluções ERP-CRM.

## Subsidiárias
- Keyrus Management: empresa de consultoria voltada para estratégia e gestão;[4]
- Keyrus Capital Markets: empresa de consultoria especializada no apoio aos profissionais do mercado de capitais;[5]
- Keyrus Biopharma: empresa de pesquisa contratada especializada em pesquisa clínica;[6]
- Absys Cyborg: empresa de consultoria e integração ERP;[7]
- Spikly: agência de Marketing Digital;[8]
- Vision.bi: empresa especializada em soluções Microsoft e Big Data;[9]
- Kadris: empresa de consultoria especializada nas áreas de proteção social, seguros e saúde;[10]
- BIPB: empresa de consultoria especializada nas áreas de Business Intelligence, Data Analytics e Data Science.[11]

## Parceiros
A Keyrus possui parceria com várias empresas de tecnologia, destacando-se IBM, SAS, SAP, Microsoft, SAP Hybris, Oracle, Qlik e Tableau.

## Informações Financeiras
O Grupo Keyrus é listado no fundo C da Eurolist da bolsa de valores Euronext Paris Compartment C/Small caps (Code ISIN: FR0004029411, Reuters: KEYR.LN, Bloomberg: KEYP FP).
O volume de negócios foi de € 101,1 milhões em 2006, € 113,3 milhões em 2007, € 111,4 milhões em 2008, € 107,6 milhões em 2009, € 119,7 milhões em 2010, € 138 milhões em 2011, € 153,3 milhões em 2012, € 158,9 milhões em 2013  e € 173,1 milhões em 2014.